# Брандт, Фёдор Фёдорович
Фёдор Фёдорович (Иоганн Фридрих фон) Брандт (нем. Johann Friedrich von Brandt; 25 мая 1802, Йютербог — 3 (15) июля 1879, Эстляндская губерния) — немецкий и российский естествоиспытатель, врач, зоолог и ботаник, президент Русского энтомологического общества. Академик; тайный советник (с 1869).

## Биография
Родился 25 мая 1802 года в Ютербоге в прусской Саксонии. Начальное образование получил сначала в гимназии родного города, а потом в лицее Виттенберга.
С 1821 года учился на медицинском факультете Берлинского университета. Первое время Брандт занимался больше всего ботаникой под руководством Гейне, а потом также зоологией и анатомией под руководством Лихтенштейна и Рудольфи, у которого состоял помощником.
В 1825 году окончил медицинский факультет Берлинского университета. Ещё студентом получил премию за конкурсную работу «О процессе дыхания», а в 1824 году напечатал свой второй студенческий труд, предназначенный для экскурсантов: «Flora Berolinensis». В 1826 году после защиты диссертации получил степень доктора медицины и хирургии.
Службу начал в Берлине, ассистентом терапевта Гейме. Уже через 9 месяцев перешёл на должность помощника при анатомическом музее. С 4 июля 1827 года был приват-доцентом медицинского факультета Берлинского университета, с 1831 года — профессор.
Постоянную работу в Германии не нашёл, поэтому, под влиянием А. Гумбольдта и К. Рудольфи переехал в Россию. В 1831 году покинул Берлин и стал работать ассистентом K. Бэра в Зоологическом музее в Императорской академии наук, который вскоре возглавил. Им был фактически создан Зоологический музей, как из собственных сборов, так и из поступлений путём обмена.
В мае 1832 года Ф. Ф. Брандт был избран в экстраординарные, а 14 июня 1833 года в ординарные академики Императорской академии наук.
Ф. Ф. Брандт состоял в течение нескольких лет инспектором классов Петербургского Мариинского института (1837—1846) и профессором зоологии и сравнительной анатомии Главного педагогического института (1843—1859), а затем — Медико-хирургической академии (1857—1869).
Он был признан одним из лучших палеонтологов своего времени. Изучал ископаемых животных различного возраста и всех типов (кроме моллюсков), уделял особое внимание рыбам, птицам, китообразным и, так называемым, толстокожим Pachydermata — мамонтам, носорогам и пр.
Принял участие в экспедиции Русского географического общества 1846—1850 годов под руководством Э. К. Гофмана. Он проболел значительную часть времени, но написал большую статью в сводный том экспедиционного отчета, опубликованный в 1856 году.
С 14 июня 1837 года — статский советник, с 7 декабря 1854 года — действительный статский советник, с 1 января 1869 года — тайный советник. Был удостоен 12 января 1876 года ордена Белого орла и в том же году награждён прусским орденом Красного орла 2-й степени со звездой. Императорский Дерптский университет 14 декабря 1875 года удостоил его звания почётного доктора зоологии.
Скончался 3 (15) июля 1879 в местечке Меррекюль, близ Нарвы. Похоронен на Смоленском лютеранском кладбище в Петербурге.

## Научные труды

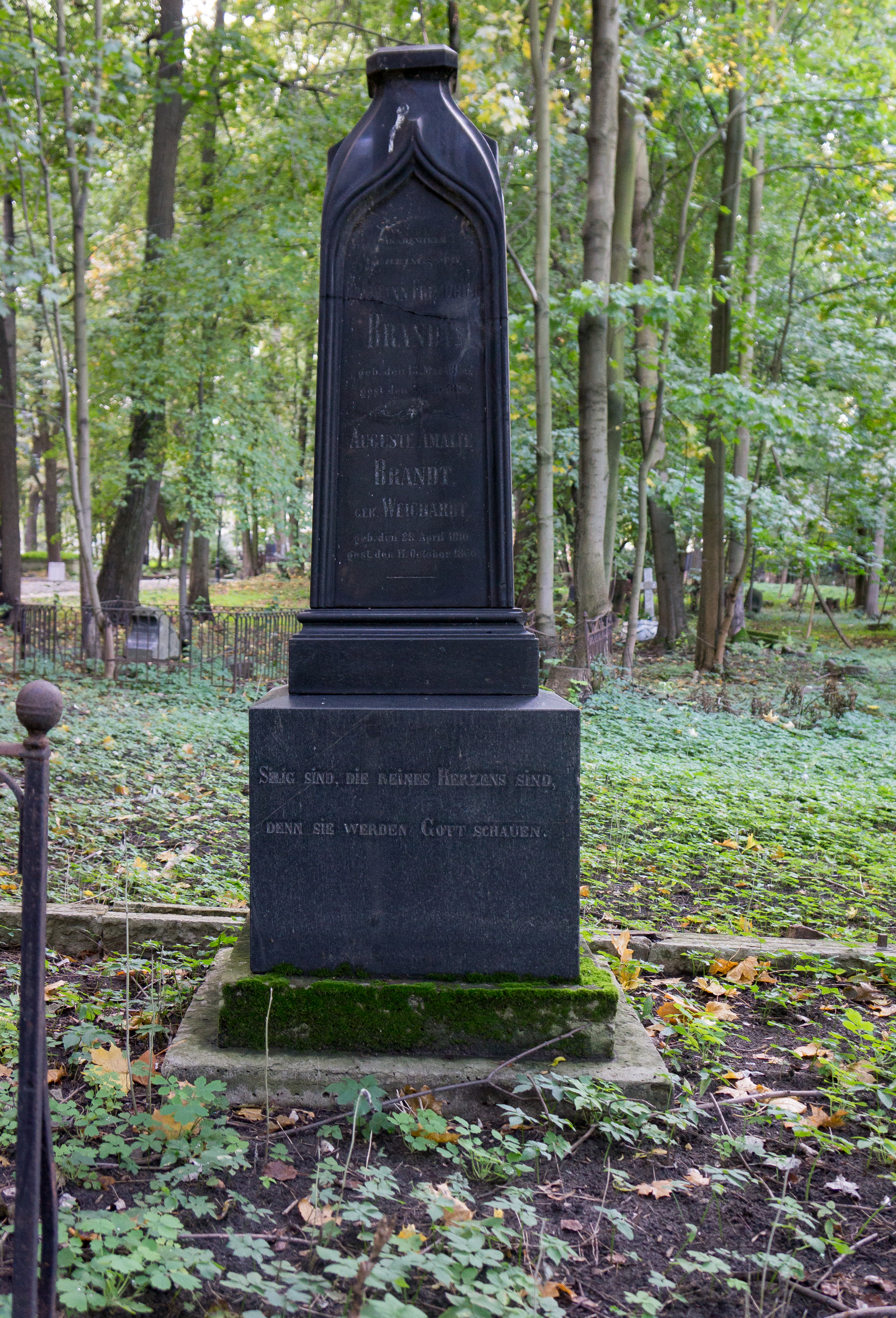
Могила Брандта на Смоленском кладбище

Ф. Ф. Брандт — автор свыше 300 работ по сравнительной анатомии, зоологии, ботанике и палеонтологии. Большинство трудов им написано на немецком и французском языках, имеются публикации на латыни и русском.
Он автор двухтомной «Медицинской зоологии» (1829—1834), «Позвоночные животные североевропейской России» (1856), «Краткого очертания сравнительной анатомии с присоединением истории развития животных» (1858), и многих других книг.

## Виды, описанные Ф. Ф. Брандтом
- Acipenser baerii Brandt, 1869
- Acipenser guldenstadti Brandt & Ratzeburg, 1833
- Acipenser schrenckii Brandt, 1869
- Emberiza bruniceps Brandt, 1841
- Emberiza bruniceps Brandt, 1841
- Emberiza cioides Brandt, 1843
- Holothuria leucospilota Brandt, 1835
- Ligia dilatata Brandt, 1833
- Marmota baibacina Brandt, 1843
- Paraechinus hypomelas Brandt, 1836
- Phalacrocorax penicillatus (Brandt, 1837)
- Somateria fischer Brandt, 1847
- Stichopus chloronotus Brandt, 1835
- Trionyx maackii Brandt, 1858

## Членство в организациях
Брандт состоял членом ряда крупнейших научных обществ многих стран, почетным доктором нескольких университетов в России и за рубежом.
- Императорская академия наук:
  - 15.12.1830 — адъюнкт по зоологии;
  - 16.05.1832 — экстраординарный академик;
  - 14.06.1833 — ординарный академик.
- Императорского Московского общества испытателей природы (1831; с 1875 — почётный член).
- Вольного экономического общества (1834).
- Санкт-Петербургского фармацевтического общества (1836).
- Прусской академии наук (19.12.1839)[4].
- Общества естествоиспытателей в Риге (1845).
- Императорского Санкт-Петербургского минералогического общества (1848; с 1872 — почётный член).
- Действительный член Русского географического общества с 19 сентября (1 октября) 1845 года[10].
- Русского энтомологического общества (президент в 1861—1862).
- Член-корреспондент Парижской академии наук.
- Медико-хирургической академии (1862; с 1876 — почётный член).
- Санкт-Петербургского общества естествоиспытателей (1870).

## Память

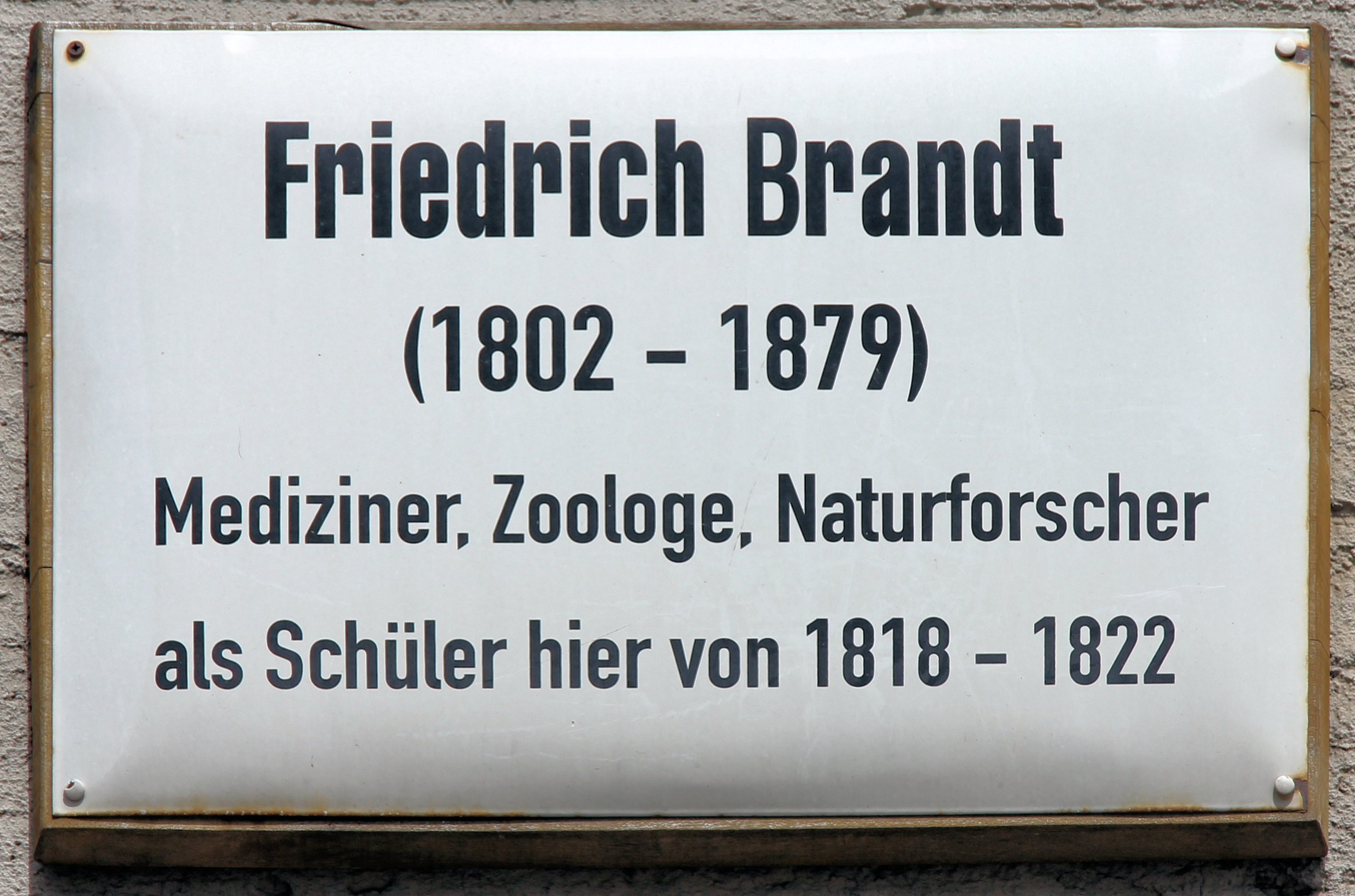
Мемориальная доска Брандта в Виттенберге

- В городе Виттенберге на здании школы, в которой с 1818 по 1822 год учился Брандт, установлена мемориальная доска.

В честь Ф. Ф. Брандта названы 22 представителя фауны и флоры, в том числе:
- Полёвка Брандта (Lasiopodomys brandtii Radde, 1861)
- Хомяк Брандта (Mesocricetus brandti Nehring, 1898)
- Ночница Брандта (Myotis brandtii Eversmann, 1845)

## Семья
С 25 мая 1831 года был женат на Henriette Augusta Amalie Weichardt (1811—1866). Их дети:
- Анна Вильгельмина, Anna Wilhelmina Kuhn (род. 27.08.1835, СПб) — жена Сигизмунда Куна (1825 г. р., Елгава, Латвия).
- Мария, с 9 июня 1863 года была замужем за Густавом Ивановичем Радде.
- Александр, Alexander Julius (16.02.1844 — 1932), профессор зоологии Харьковского университета.
- Альфред, Alfred Hermann (16.04.1851 — 1932, Таллин).
- Роман, Robert Ernst Martin (04.12.1853 — 1920, Москва) — славист, профессор Московского университета, член-корреспондент Санкт-Петербургской академии наук.